# PWS-12
PWS-12 i PWS-14 – polskie samoloty szkolno-treningowe z okresu międzywojennego.

## Historia
W 1928 roku inż. Aleksander Grzędzielski i inż. August Bobek-Zdaniewski z biura konstrukcyjnego Podlaskiej Wytwórni Samolotów (PWS) opracowali jednocześnie z samolotem szkolno-myśliwskim PWS-11 projekt dwupłatowego samolotu szkolno-treningowego, który oznaczono jako PWS-12. Samolot ten miał być przeznaczony do nauki  akrobacji. Departament Aeronautyki Ministerstwa Spraw Wojskowych zainteresował się tym projektem i w dniu 25 lutego 1929 roku podpisał z zakładami PWS umowę na budowę trzech prototypów.
W związku z tym, że w budowie zastosowano wiele elementów konstrukcyjnych z samolotu PWS-11, już w październiku 1929 roku zakończono budowę tych prototypów i jeszcze w tym miesiącu jeden z nich przeszedł próby statyczne, natomiast drugi został oblatany w listopadzie 1929 roku przez pilota fabrycznego Franciszka Rutkowskiego. 

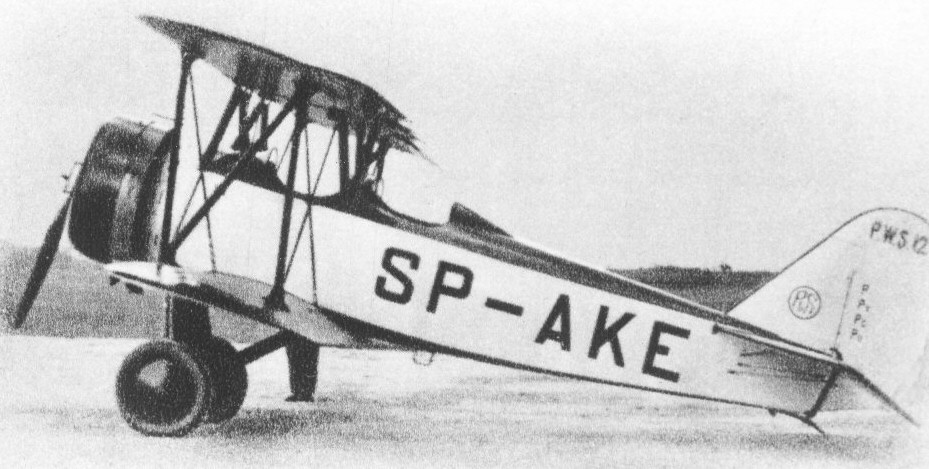
PWS-12bis

Próby w locie wykazały pewne mankamenty konstrukcji – dość duży opór aerodynamiczny oraz niezbyt dobrą sterowność. W związku z tym prototyp zmodyfikowano, kadłub o prostokątnym przekroju oprofilowano listewkami i pokryto płótnem, otrzymując owalny kształt. Zmieniono także obrys usterzenia, zwiększono powierzchnię nośną płatów oraz osłonięto silnik pierścieniem Townenda. Tak zmodyfikowany prototyp otrzymał oznaczenie PWS-12a.
Po wykonanych w 1930 roku próbach w Instytucie Badań Technicznych Lotnictwa w Warszawie i zmniejszeniu masy własnej samolotu o 40 kg, prototyp, który oznaczono jako PWS-12 bis, oblatano 18 listopada 1930 roku. Po próbach w locie w 1931 roku prototyp ten powtórnie przerobiono, nadając mu m.in. płaskie boki kadłuba. Przystosowano go w ten sposób do wykonywania figur akrobacji w głębokim przechyleniu.
W 1931 roku po serii prób w locie tak opracowany prototyp został doceniony przez Departament  Aeronautyki. MSW zamówiło 20 samolotów PWS-12 bis dla wojskowych szkół lotniczych.

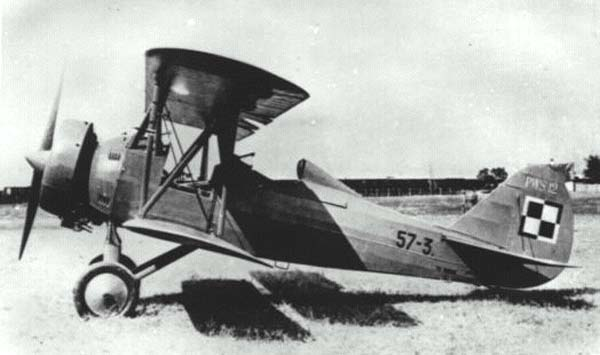
PWS-14

W tym samym czasie inż. August Bobek-Zdaniewski opracował ulepszoną odmianę samolotu PWS-12 bis, którą oznaczono jako PWS-14. W stosunku do samolotu PWS-12 bis zmianie uległ kadłub samolotu. Zastosowano w nim konstrukcję kratownicową spawaną z rur stalowych, oprofilowaną listwami i krytą płótnem, zmniejszono też przekrój poprzeczny. Zbiornik paliwa przeniesiono z płata do kadłuba i umieszczono za silnikiem. Zmodyfikowano także osłonę silnika, wzmocniono konstrukcję płata, a lotki umieszczono tylko na górnym płacie, dając im skrzydełkowe odciążenia. Powstały w ten sposób samolot został oblatany w czerwcu 1933 roku przez pilotów wojskowych płk. pil. J. Kossowskiego, por. pil. J. Orłowskiego i sierż. pil. S. Szubkę. Próby w locie wypadły pomyślnie wobec czego Departament Aeronautyki zdecydował się aby budowane jeszcze samoloty PWS-12 bis zostały przerobione na samoloty PWS-14, co też uczyniono, choć niektóre z nich na usterzeniu nosiły napis PWS-12, mimo że były to już samoloty PWS-14.
Łącznie wyprodukowano 23 sztuki samolotów PWS-12 i PWS-14.

## Użycie
W 1933 roku samoloty PWS-12 i PWS-14 zostały przekazane do Centrum Wyszkolenia Oficerów Lotnictwa w Dęblinie oraz Szkoły Strzelania i Bombardowania w Grudziądzu, gdzie służyły do szkolenia pilotów, niektóre egzemplarze przetrwały do 1939 roku.
W marcu 1931 roku prototyp samolotu PWS-12 bis, otrzymał cywilne numery rejestracyjne SP-AKE i na tym samolocie mjr pil. J. Długoszewski poleciał do Estonii. W latach 1931–1933 por. pil. J. Orłowski na tym samolocie wykonywał liczne pokazy figur akrobacji lotniczej i lotów odwróconych, wziął również udział w rajdzie bałkańskim w kwietniu 1933 roku.

## Opis konstrukcji
Samoloty PWS-12 (PWS-14) był to dwumiejscowy samolot szkolno-treningowy o konstrukcji mieszanej. Dwie kabiny odkryte – pierwsza instruktora, druga ucznia. Podwozie klasyczne – stałe. Napęd silnik gwiazdowy 9-cylindrowy Škoda-Wright-Whirlwind J5A, śmigło dwułopatowe, drewniane firmy Szomański.